# Adenocaulon himalaicum
Adenocaulon himalaicum là một loài thực vật có hoa trong họ Cúc. Loài này được Edgew. mô tả khoa học đầu tiên.